# Yalagüina
Yalagüina est une municipalité nicaraguayenne du département de Madriz au Nicaragua.

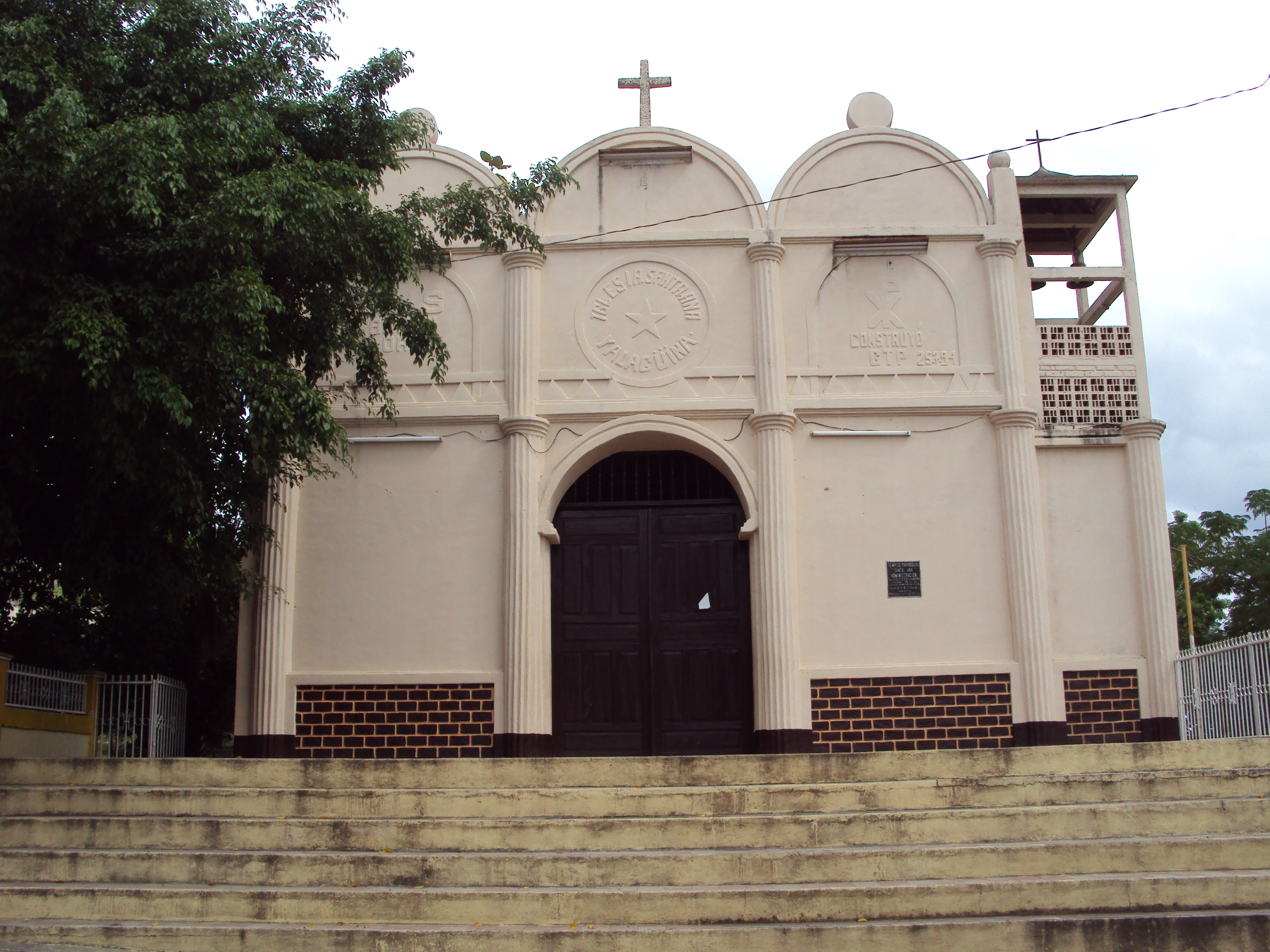
Église Santa Ana, Yalagüina